# Джованни даль Понте
Джованни ди Марко, известный как Джованни даль Понте, или да Понте (итал. Giovanni di Marco, detto Giovanni dal Ponte o da Ponte 1385, Флоренция — 1437, или 1438, Флоренция) — итальянский живописец поздней, интернациональной готики и периода кватроченто эпохи Возрождения флорентийской школы. Обычно упоминается среди «малых мастеров», современников Мазаччо или «джоттесков» — последователей Джотто ди Бондоне.

## Биография
Джованни ди Марко, которого Джорджо Вазари в «Жизнеописаниях» назвал Джованни даль Понте, считали художником начала четырнадцатого века. Но из документов следует, что он родился в 1385 году и умер в 1457 году. Его мастерская находилась недалеко от церкви Санто-Стефано-аль-Понте во Флоренции, отсюда и имя, на которое ссылается историк Ле Вите. В других документах он упоминается как «Джованни ди Марко».
В 1410 году Джованни ди Марко (даль Понте) присоединился к «Гильдии медиков и аптекарей» (Arte dei Medici e Speziali), в которую с начала XIV века принимали живописцев. В 1413 году стал членом «Братство Святого Луки» (Compagnia di San Luca) и обучался под влиянием таких художников, как Спинелло Аретино и Никколо ди Пьетро Джерини, он также был восприимчив к находкам Лоренцо Гиберти.
Даль Понте открыл свою студию в конце 1420-х годов и нанял флорентийского художника Смеральдо ди Джованни в качестве помощника. Вдвоём они много работали над росписями свадебных сундуков кассоне — это искусство было особенно популярно в ренессансной Флоренции. Джованни даль Понте также золотил подсвечники, расписывал воинские знамёна и праздничные штандарты: драппеллони (drappelloni), изготавливал домашние алтари-складни и многое другое.
С 1429 по 1435 год даль Понте участвовал в более крупных проектах. В 1424 году вместе со Смеральдо ди Джованни начал выполнение цикла фресок в церкви Санта-Тринита во Флоренции, от которых осталось лишь несколько фрагментов. Фрески включали сцены из жизни святого Павла в капелле д’Аббако и святого Варфоломея и мученичества святого Петра в капелле Скали. Даль Понте разработал несколько триптихов в 1434 году; наиболее известными являются две версии «Благовещения», созданные в 1430 и 1435 годах, которые расположены в Санта-Мария-ин-Росано и Ватиканской пинакотеке в Риме соответственно.
Среди самых важных произведений раннего периода: «Благовещение» (Собрание Бартолини Салимбени, Флоренция); «Святой Архангел Михаил и Святой Варфоломей» (Музей изящных искусств, Дижон), «Коронование Девы» (Музей Конде, Шантийи). Последующий вариант «Коронования Девы Марии» ныне хранится в Галерее Академии во Флоренции, полиптих — «Вознесение Святого Иоанна Богослова» в Национальной галерее в Лондоне.

## Галерея

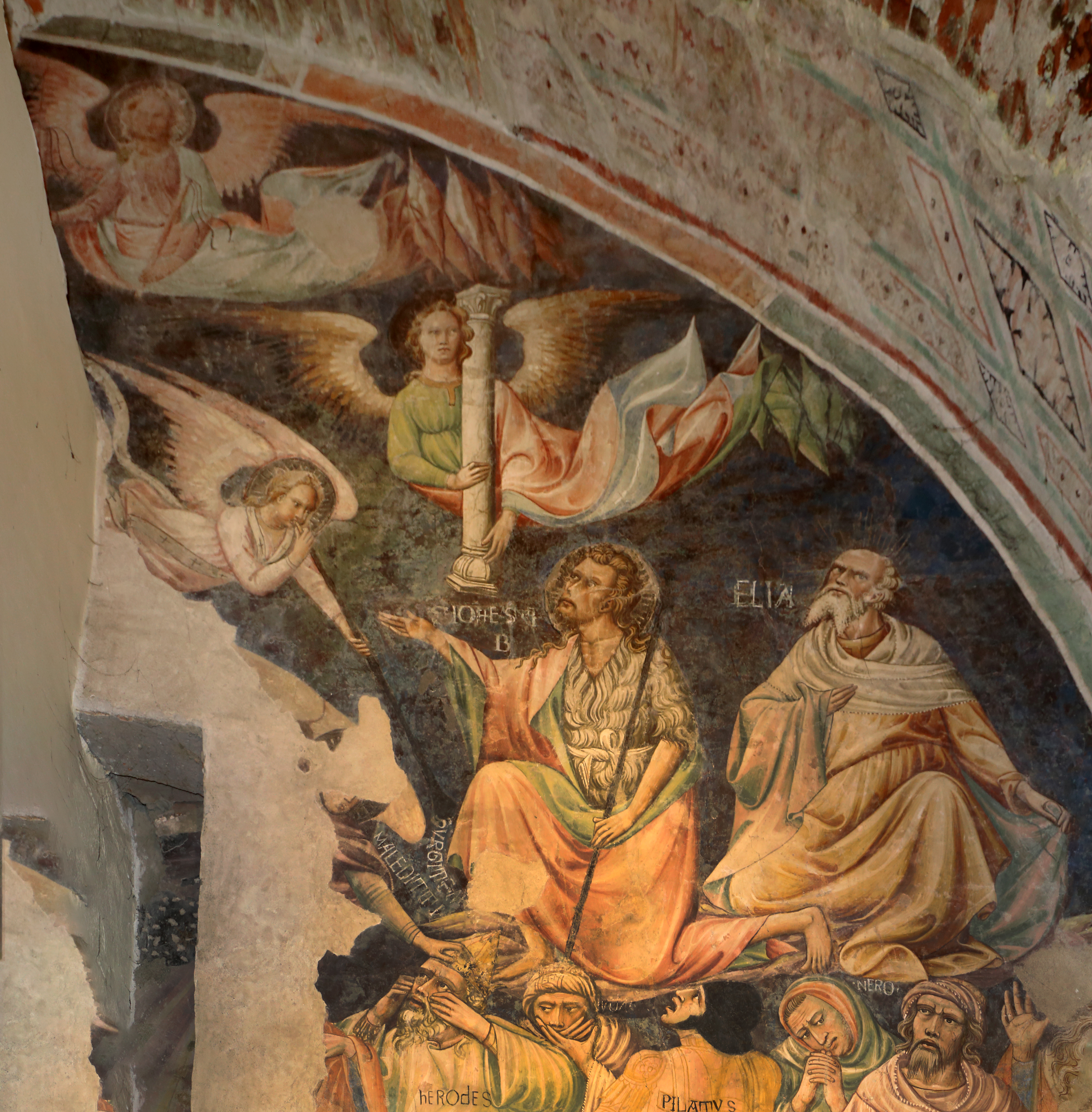
Страшный суд. Фреска. Деталь. 1417—1420. Пистоя, Собор
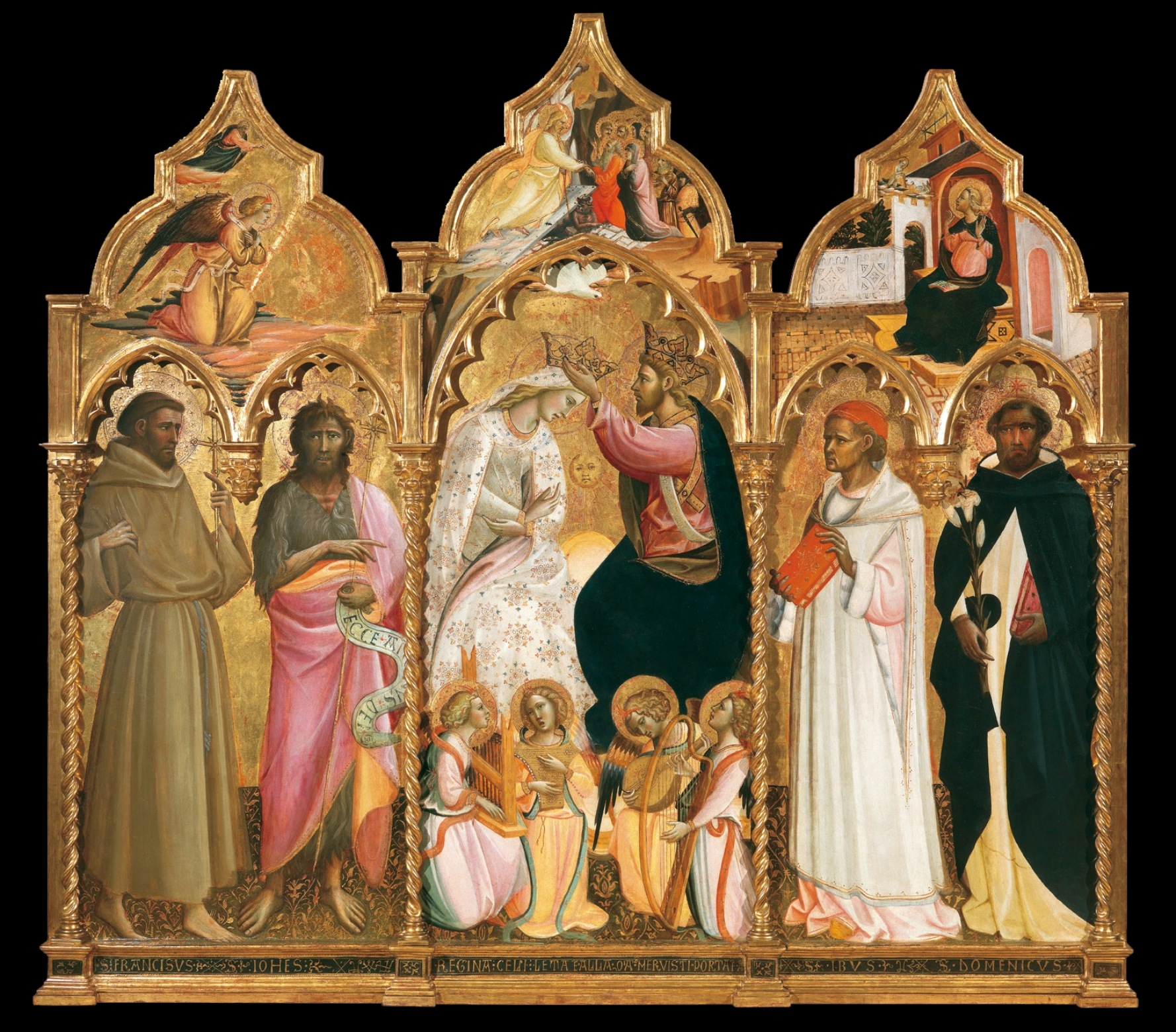
Коронование Девы. Полиптих. 1420—1430. Дерево, темпера, золочение. Академия изящных искусств, Флоренция
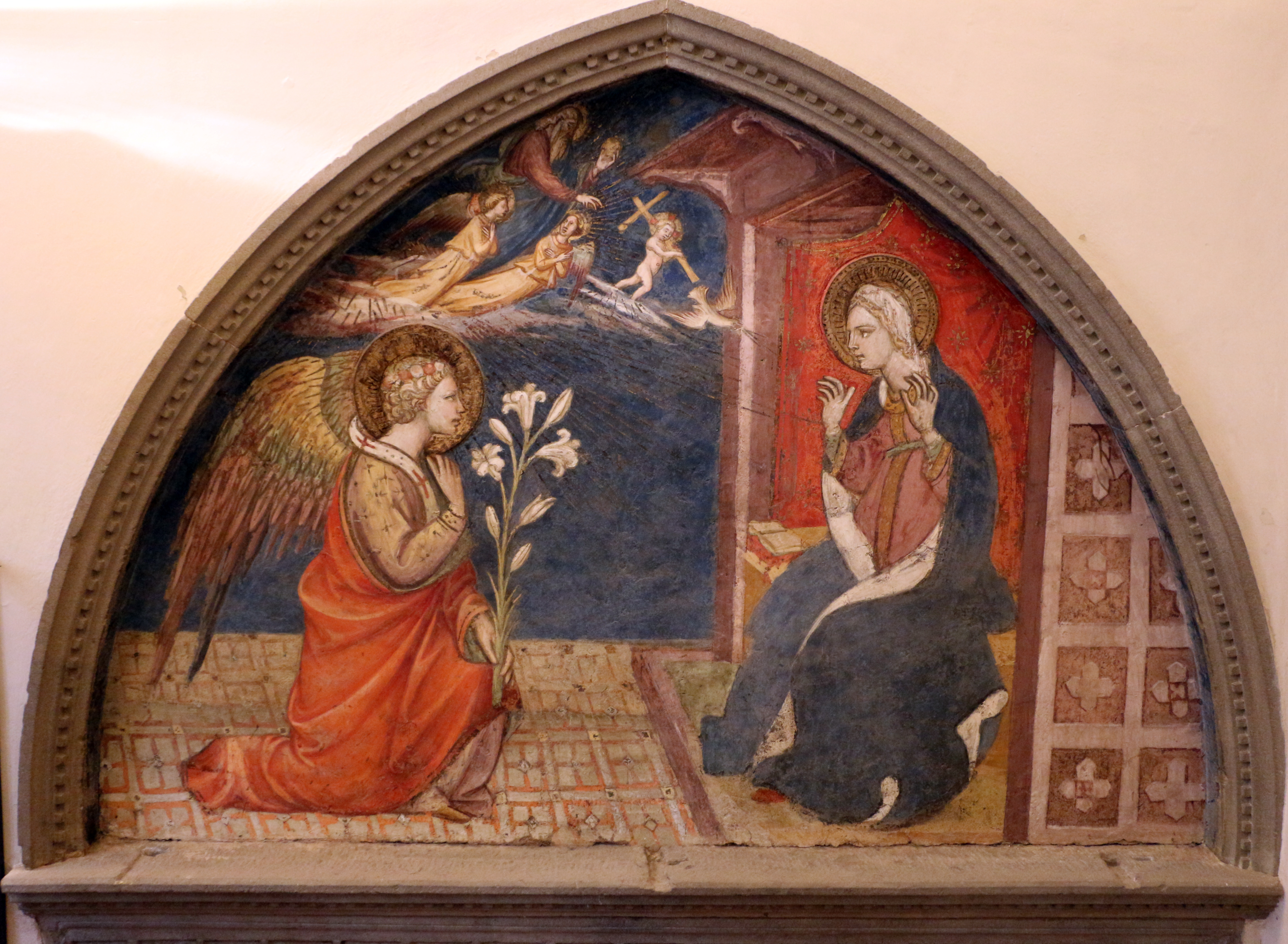
Благовещение. Ок. 1429. Фреска. Палаццо Веккьо, Флоренция
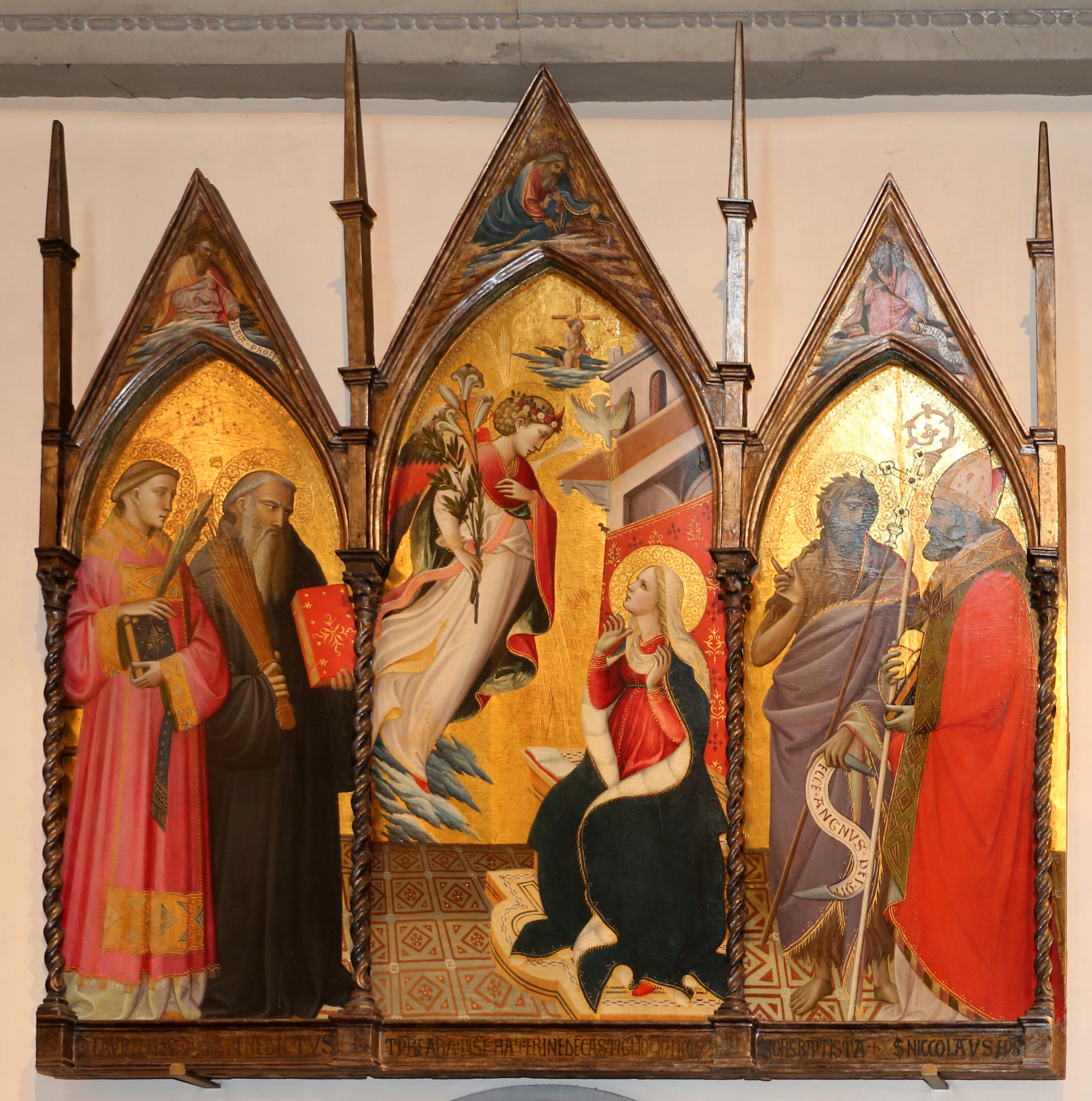
Благовещение со святыми. Триптих. 1434. Дерево, темпера. Монастырь Санта-Мария-а-Розано, Тоскана
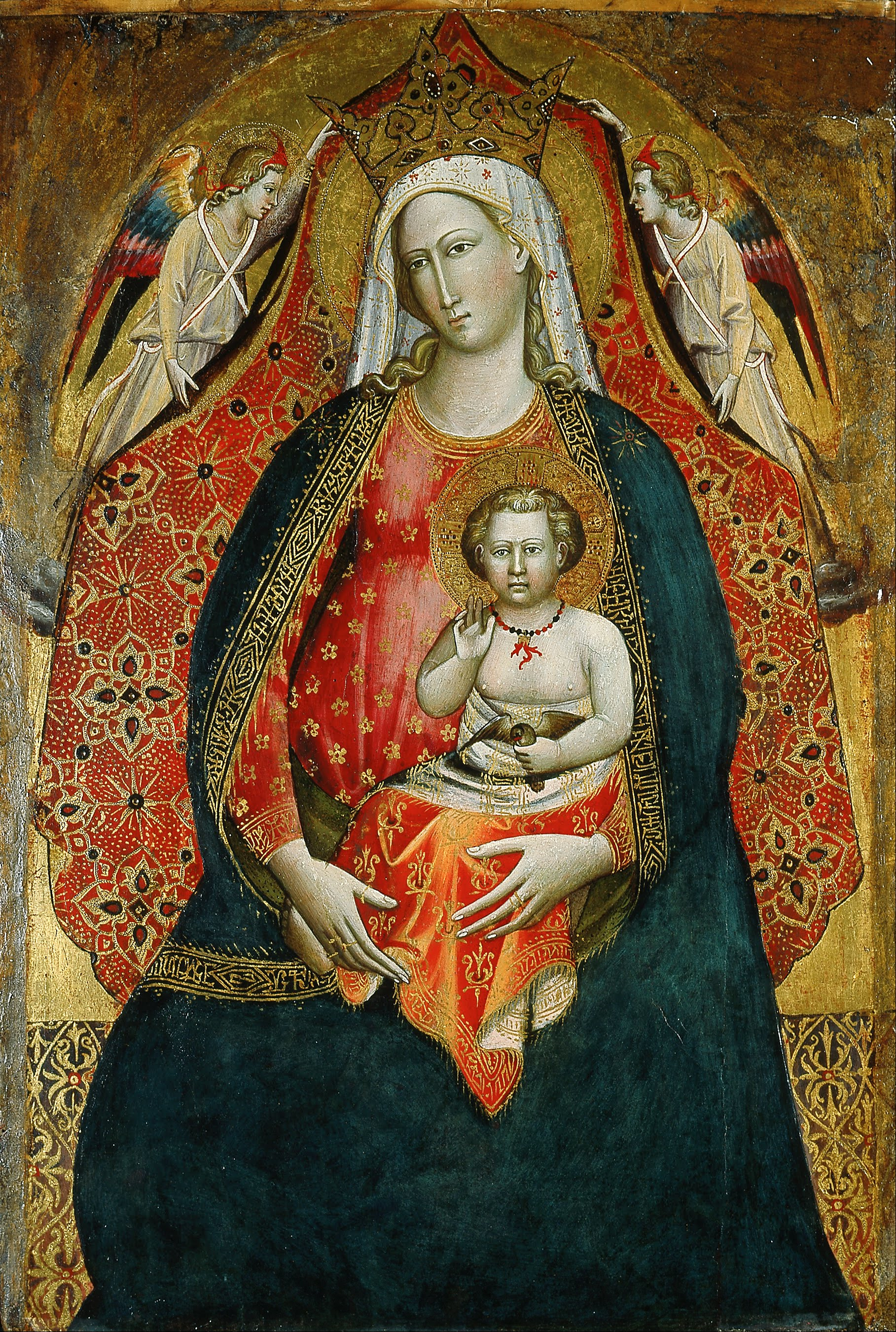
Мадонна с Младенцем и ангелами. 1410—1419. Дерево, темпера, золочение. Музей искусств Блэнтона, Остин, Техас, США
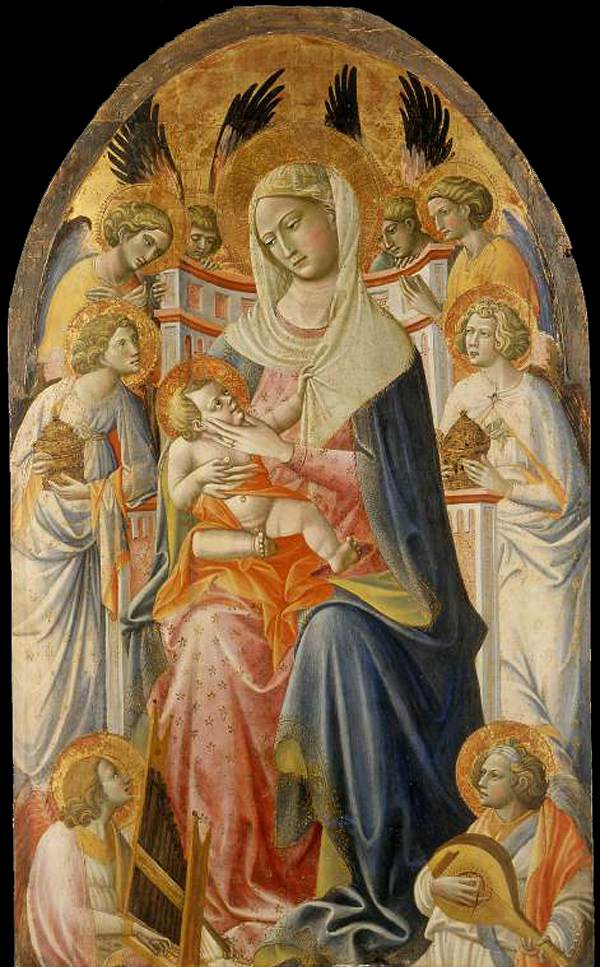
Дева Мария с Младенцем и ангелами. Ок. 1425. Дерево, темпера, золочение. Музей Фицуильяма, Кембридж, Великобритания